# Judy Greer
Judith Therese Evans, professionellt känd som Judy Greer, född 20 juli 1975 i Detroit, Michigan, är en amerikansk skådespelare, komiker och filmregissör. Hon har bland annat spelat Lucy Wyman i 13 snart 30 (2004). Hon har även spelat Herbs syster Myra och Waldens fru Bridget i 2 1/2 män.

## Filmografi i urval
- 1999 – Jawbreaker
- 1999 – Three Kings
- 2000 – Good Vibrations
- 2000 – Vad kvinnor vill ha
- 2001 – Bröllopsfixaren
- 2002 – Adaptation.
- 2003 – I Love Your Work
- 2004 – 13 snart 30
- 2004 – The Village
- 2005 – CSI: Miami (TV-serie) (avsnittet "Shootout")
- 2005 – The Amateurs
- 2005 – Cursed
- 2005 – Elizabethtown
- 2007–2013 – 2 1/2 män (TV-serie)
- 2008 – 27 Dresses
- 2009 – Love Happens
- 2010 – Modern Family (TV-serie) (avsnittet "Truth Be Told")
- 2010 – Archer (TV-serie) (röst)
- 2010 – Marmaduke
- 2010 – Peep World
- 2010 – Love and Other Drugs
- 2011 – Jeff, Who Lives at Home
- 2011 – The Descendants
- 2012 – Playing for Keeps
- 2013 – Carrie
- 2014 – Jamie Marks Is Dead
- 2014 – Apornas planet: Uppgörelsen
- 2015 – Tomorrowland: A World Beyond
- 2015 – Jurassic World
- 2015 – Ant-Man
- 2015 – Grandma
- 2016 – All We Had
- 2016 – Ordinary World
- 2017 – Wilson
- 2017 – Apornas planet: Striden
- 2017 – Our Souls at Night
- 2017 – Adventures in Public School
- 2017 – Pottersville
- 2018 – Driven
- 2018 – The 15:17 to Paris
- 2018 – Measure of a Man
- 2018 – Ant-Man and the Wasp
- 2018 – Halloween
- 2018 – Where'd You Go, Bernadette
- 2021 – Halloween Kills
- 2023 – White House Plumbers (TV-serie)
- 2025 – Stick (TV-serie)
- 2025 – The Long Walk